# Andy Spyra
Andy Spyra (* 1984 in Hagen) ist ein deutscher Fotograf und Fotojournalist. Bekannt wurde Spyra durch seine meist in Schwarz-Weiß gehaltenen Fotografien aus Krisenregionen.

## Leben
Nach dem Abitur am Hagener Gymnasium reiste Spyra durch Mittelamerika und Südost-Asien und entdeckte dort seine Liebe zur Fotografie. In Kaschmir geriet er zufällig zwischen die Fronten des Bürgerkriegs und begann „instinktiv“ zu fotografieren, was er sah. Für diese Fotos erhielt er 2008 als erster Deutscher einen Getty Images Grant. Als er sich entschieden hatte, professioneller Fotograf zu werden, arbeitete er ein Jahr als freier Fotograf für eine Zeitung in Hagen. Von 2007 bis 2009 studierte er Bildjournalismus und Dokumentarfotografie an der Fachhochschule Hannover.
Spyra ist bekannt für seine Bilder aus Kaschmir, dem Nahen Osten und Bosnien, die er mit einer Holga, einer sehr günstigen Plastik-Mittelformat-Kamera, geschossen hatte. Auf dem Balkan, in Afrika und im Nahen Osten arbeitet er an Langzeitprojekten.
Seine Fotos erscheinen im Time Magazine, in Geo, im Stern, in der FAZ, im Spiegel, der Zeit, One-Mag, im Middle East Report, dem 360° Journal, in Profifoto, Photo International, Foto8, GUP, Rearviewmirror, LFI-Leica Fotografie International, GommaMag, Neon, für GlobalPost, Zenith, im SZ-Magazin, in der Welt am Sonntag, Newsweek, The New Yorker, Il Espresso und anderen mehr.
Seit 2014 ist Andy Spyra Mitglied der Kölner Fotoagentur laif.
Im März 2018 widmete das Zeitmagazin einer Reportage von Wolfgang Bauer und Andy Spyra über eine Festung in Afghanistan, die ein Dorf bewachen soll, eine ganze Ausgabe.

## Publikationen
- Andy Spyra: Echoes and Memories. blurb, 2010
- Andy Spyra: Exodus. Das Auge gegen das Vergessen. Seltmann & Söhne, 2012, ISBN 978-3-942831-54-3.
- Andy Spyra: Exilium. Herausgegeben von der Märkische Bank Stiftung, Hagen. Seltmann & Söhne, 2016.
- Wolfgang Bauer: Die geraubten Mädchen. Boko Haram und der Terror im Herzen Afrikas. Fotos von Andy Spyra. Suhrkamp, Berlin 2016, ISBN 978-3-518-42538-1.
- Andy Spyra: Stolen Girls. Bildband. Mit einem Vorwort von Ellen Dietrich. 71 Seiten, Limitierte Auflage 500. 2017.

## Ausstellungen (Auswahl)
- 2009: Clark / Oshin Gallery at The Icon, Los Angeles: PDN Emerging 30 (Gruppenausstellung)
- 2010: 2. Lumix Festival für jungen Fotojournalismus in Hannover
- 2010: C/O Berlin: Talents 18. Kaschmir.[7]
- 2010: 10th Shanghai International Photographic Art Exhibition: Documentary Photographers In The New Century (Gruppenausstellung)
- 2011: New York Photo Festival (Gruppenausstellung)
- 2011: Deutsche Börse Frankfurt: Talents 2010 (Gruppenausstellung)
- 2012: Osthaus Museum Hagen: Exodus.[8]
- 2012: LVR Landesmuseum Bonn (Gruppenausstellung)
- 2013: Stadtgalerie Saarbrücken: Faith and Land.
- 2016: Städtische Galerie Iserlohn: Exilium. Das Verschwinden des Christentums aus dem Nahen Osten.
- 2017: Museum Haus Löwenberg, Gengenbach: Die geraubten Mädchen. Boko Haram und der Terror im Herzen Afrikas. (mit Wolfgang Bauer)[9]
- 2017: Dortmund, Auslandsgesellschaft International Academy: Boko Haram
- 2017: Südpark Galerie für zeitgenössische Kunst Solingen: Exilium - Das Verschwinden des Christentums aus dem Nahen Osten
- 2017: Visa Pour L‘image, Festival International du Photojournalisme, Perpignan
- 2018: Felix-Nussbaum-Haus Osnabrück: Hass und Hoffnung. Afghanistan (mit Wolfgang Bauer, Texte)
- 2018: Stadthaus Ulm: Die geraubten Mädchen. Boko Haram und der Terror im Herzen Afrikas
- 2021: Géopolis - Centre du photojournalisme, Brüssel: Afghanistan, le chaos pour horizon? (Gruppenausstellung)
- 2022: Stadtbibliothek Reutlingen: Die geraubten Mädchen[10]
- 2022/23: Kloster Schussenried: Am Ende der Straße – Afghanistan zwischen Hoffnung und Scheitern, Ausstellung der Fotos zu Wolfgang Bauers gleichnamigem Buch[11]
- 2023: Afro-Asiatisches Institut Graz: Am Ende der Straße – Afghanistan. Frauen im Fokus[12]
- 2023: Volkshochschule Tübingen: Am Ende der Straße
- 2024: Universität Witten/Herdecke: Afghanistan - ein Land zwischen Hass und Hoffnung[13]
- 2024: Hagenring-Galerie, Hagen: Hass und Hoffnung. Afghanistan.

## Preis und Auszeichnungen (Auswahl)
- Getty Images Grant for Editorial Photography 2008
- Canon-Profi-Förderpreis 2009
- International Photography Award IPA 2009 (Finalist in der Kategorie The Discovery of the Year)
- Finalist Magnum Expression Award 2009
- Sony World Photography Awards, Finalist 2009 und 2010
- 67. Pictures of the Year International 2010, 3. Platz in der Kategorie Feature
- PDN 30, 2010 – New And Emerging Photographers To Watch
- Leica Oskar Barnack Newcomer Award 2010
- C/O Berlin Talents 2010[14]
- Lagois-Fotowettbewerb, Förderpreis 2014
- Hansel-Mieth-Preis 2016, mit Wolfgang Bauer
- Hansel-Mieth-Preis 2017, mit Nora Gantenbrink
- ADC Wettbewerb 2017, Silver
- Hansel-Mieth-Preis 2018, mit Wolfgang Bauer
- Hansel-Mieth-Preis 2021, mit Wolfgang Bauer
- Hansel-Mieth-Preis 2022, mit Wolfgang Bauer